# Naoero Amo
Naoero Amo, Nauru First ou Nauru First Party est un ancien parti politique de Nauru. C'est le seul véritable parti politique ayant eu une influence dans la vie politique de Nauru.
Naoero Amo est un parti de tendance libérale, pro-transparence gouvernementale et chrétien-démocrate. Ses membres fondateurs sont Kieren Keke (médecin et ancien ministre), David Adeang (ancien ministre), Marlene Moses (ancienne ministre), Roland Kun (directeur des pêcheries de Nauru), Sean Oppenheimer (directeur de l'entreprise Capelle & Partner) et Sprent Dabwido (assureur). Le parti publie irrégulièrement un bulletin, The Visionary, très critique envers les autres tendances politiques.
Aux élections de mai 2003, trois membres du Naoero Amo sont élus : David Adeang, Kieren Keke et Riddel Akua. David Andeang devient ministre des Finances, Kieren Keke ministre de la Santé, des Sports et des Transports et Akua devient le président de la Nauru Phosphate Corporation. Les ministres perdent leurs postes lorsque Ludwig Scotty quitte la présidence le 8 août 2003. Toutefois, lorsque celui-ci revient au pouvoir le 22 juin 2004, David Adeang devient ministre des Affaires étrangères et de la Justice.
Lorsque Scotty est écarté du pouvoir en décembre 2007 par une motion de censure parlementaire, Adeang perd son poste, mais Keke, lui, entre au nouveau gouvernement de Marcus Stephen, et devient ministre des Affaires étrangères. Cette scission entre deux membres fondateurs du parti Naoero Amo devient on ne peut plus claire en mars 2008, lorsque Adeang tente de faire exclure Keke du Parlement.
Au cours des années qui suivent, Nauru redevient un pays sans aucun parti politique,.